# Parafia Nawiedzenia Najświętszej Maryi Panny w Błudowie
Parafia Nawiedzenia Najświętszej Maryi Panny w Błudowie – parafia rzymskokatolicka, znajdująca się w archidiecezji warmińskiej, w dekanacie Braniewo W parafii posługują księża archidiecezjalni. Według stanu na luty 2019 proboszczem parafii był ks. Hubert Chodyna, natomiast w październiku 2023 był nim ks. Krzysztof Sowa.  